# Hl. Familie (Braunlage)

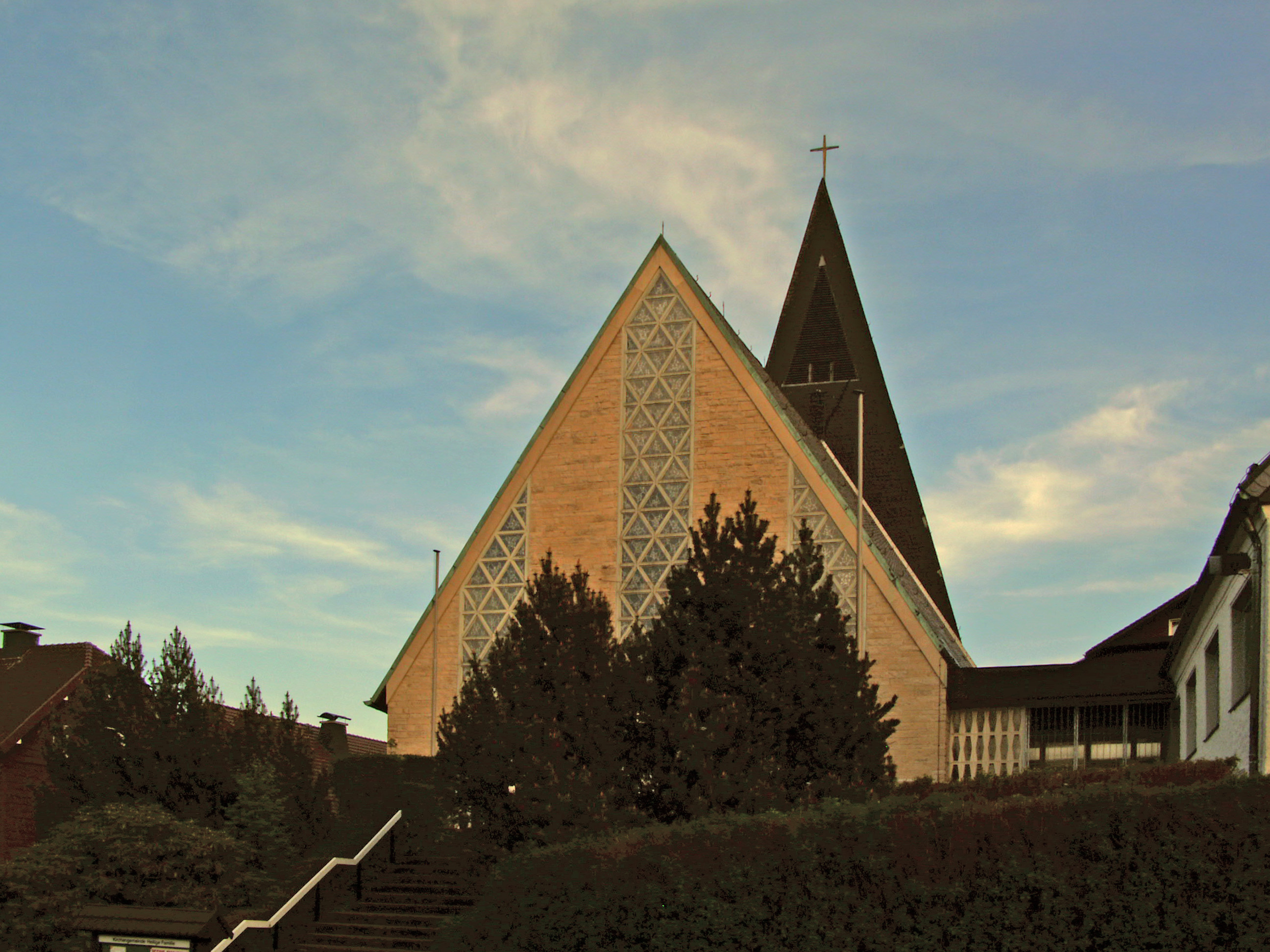
Kirche Hl. Familie in Braunlage

Die Kirche Heilige Familie ist die katholische Kirche in Braunlage, einer Stadt im Landkreis Goslar in Niedersachsen. Sie gehört zur Pfarrgemeinde „St. Benno“ mit Sitz in Bad Lauterberg, im Dekanat Nörten-Osterode, und ist die höchstgelegene Kirche des Bistums Hildesheim. Die nach der Heiligen Familie benannte Kirche befindet sich in der Von-Langen-Straße 8.

## Geschichte
Im 16. Jahrhundert bekannte sich die Bevölkerung im Harz mit Einführung der Reformation zum evangelisch-lutherischen Glauben. 1602 wurde in Braunlage als erste Kirche eine evangelisch-lutherische Kirche errichtet, die später durch Neubauten ersetzt wurde.
1937 fand die Einweihung der ersten katholischen Kirche „Zur Heiligen Familie“ in Braunlage statt, nachdem bereits zuvor in Kellern, Schuppen und Turnhallen Heilige Messen gefeiert worden waren.
Nach dem Zweiten Weltkrieg kam es nahezu zur Verdoppelung der Einwohnerzahl Braunlages durch den Zuzug von Flüchtlingen und Heimatvertriebenen. Auch die Zahl der Kur- und Urlaubsgäste stieg an. Da die bisherige Kirche zu klein geworden war, begann 1963 der Bau der heutigen Kirche. Bereits am 1. April 1956 war in Braunlage eine katholische Kirchengemeinde eingerichtet worden. Am 28. März 1965 erfolgte die Konsekration der Kirche durch Bischof Heinrich Maria Janssen. Sie wurde neben der Vorgängerkirche erbaut. Zur Kirchweihe wurde die Kirchengemeinde zur Pfarrei erhoben.
Seit dem 1. Januar 2007 gehört die Kirche zum Dekanat Nörten-Osterode, zuvor war sie dem Dekanat Goslar angegliedert. 2008 kam es zur Profanierung der Filialkirche „Heilig Geist“ in Hohegeiß. Seit dem 1. September 2010 gehört die Kirche zur Pfarrgemeinde „St. Benno“ in Bad Lauterberg, die Kirchengemeinde „Heilige Familie“ wurde in diesem Zusammenhang aufgehoben.
2012 geriet die Kirche in die Schlagzeilen, nachdem am 17. November 2012 die 48-jährige Küsterin Elke C. im Keller der Kirche tot aufgefunden worden war. Sie war nach einem Gottesdienst in der Sakristei mit einem Gewehr erschossen worden. Im August 2013 wurde ihr Ehemann als Täter verurteilt.

## Architektur und Ausstattung

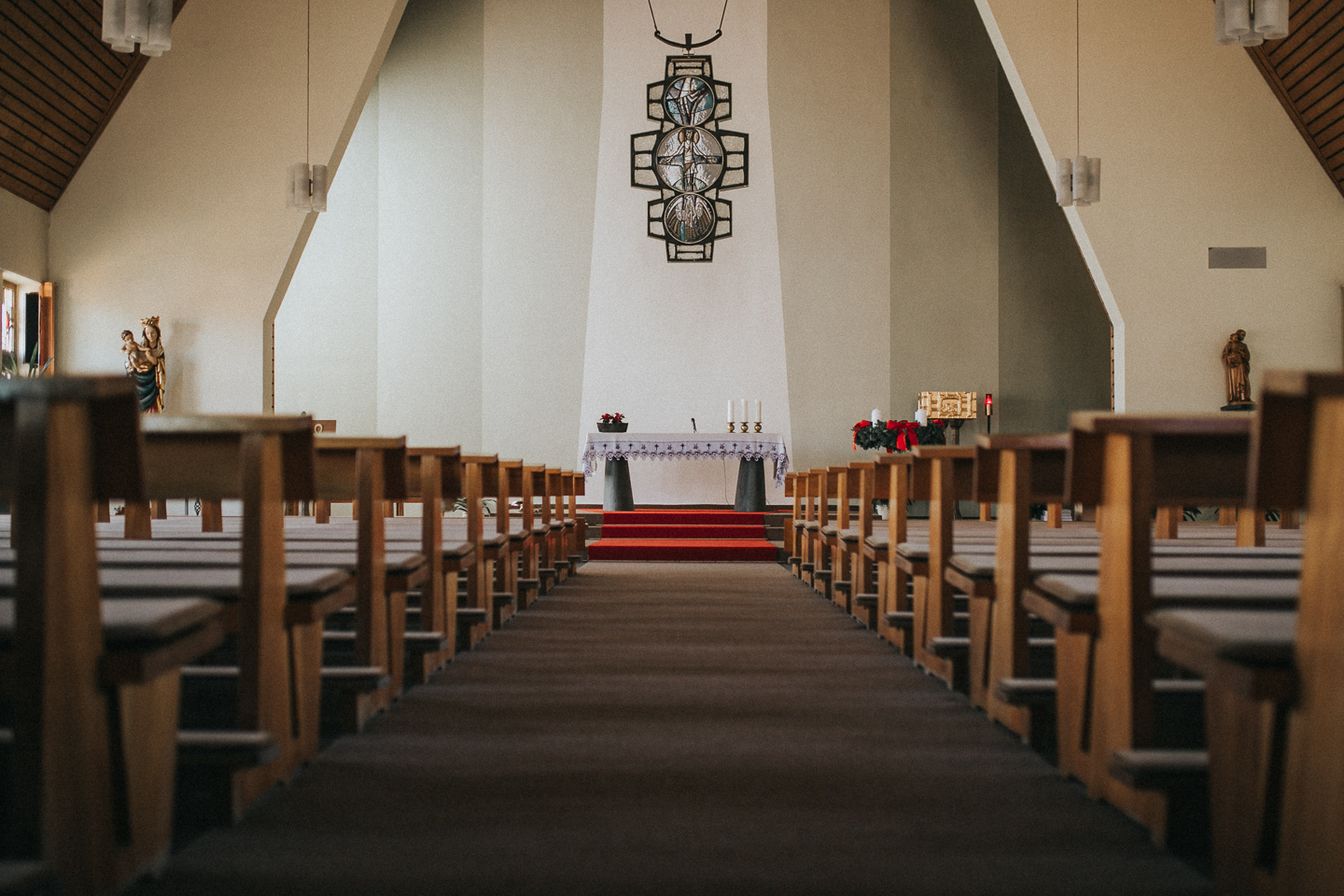
Innenraum der Kirche

Die in rund 588 Meter Höhe über dem Meeresspiegel gelegene Kirche ist seit der Profanierung der Heilig-Geist-Kirche in Hohegeiß (628 m) und der St.-Andreas-Kirche in Sankt Andreasberg (610 m) die höchstgelegene Kirche des Bistums Hildesheim, sie wurde nach Plänen des Hildesheimer Architekten Sommer erbaut. Der spitze, kreuzbekrönte Turm befindet sich über dem Altarraum, seine Form erinnert an eine Fichte, wie sie auch im Wappen der Stadt zu finden ist. In der Glockenstube befindet sich ein dreistimmiges Geläut.
Ein weiteres, zu Braunlage gehörendes katholisches Gotteshaus ist die ebenfalls 1965 eingeweihte Kapelle „St. Maria Von der erfrischenden Quelle“. Sie befindet sich an der Mutter-Kind-Klinik „Haus Waldmühle“, rund zwei Kilometer außerhalb des Stadtzentrums gelegen, nahe der Bundesstraße 27 in Fahrtrichtung Bad Lauterberg.